# Marshy Lake
Marshy Lake är en sjö i Kanada.   Den ligger i provinsen British Columbia, i den sydvästra delen av landet, 3 700 km väster om huvudstaden Ottawa. Marshy Lake ligger 305 meter över havet. Den ligger vid sjön Horne Lake.
I omgivningarna runt Marshy Lake växer i huvudsak barrskog. Runt Marshy Lake är det glesbefolkat, med 19 invånare per kvadratkilometer.